# Baltimore Comets
Baltimore Comets is een voormalige Amerikaanse voetbalclub uit Baltimore, Maryland. De club werd opgericht in 1974 en opgeheven in 1975. Ze speelden twee seizoenen in de North American Soccer League. Daarin werden geen aansprekende resultaten behaald.

## Verhuizing
Na het seizoen in 1975 verhuisde de club naar San Diego, Californië om de clubnaam te veranderen naar de San Diego Jaws.